# Irchester
Irchester es un pueblo y una parroquia civil del distrito de Wellingborough, en el condado de Northamptonshire (Inglaterra).

## Demografía
Según el censo de 2001, Irchester tenía 4807 habitantes (2397 varones y 2410 mujeres). 872 (18,14%) de ellos eran menores de 16 años, 3543 (73,71%) tenían entre 16 y 74, y 392 (8,15%) eran mayores de 74. La media de edad era de 41 años. De los 3935 habitantes de 16 o más años, 873 (22,19%) estaban solteros, 2367 (60,15%) casados, y 695 (17,66%) divorciados o viudos. 2432 habitantes eran económicamente activos, 2352 de ellos (96,71%) empleados y otros 80 (3,29%) desempleados. Había 46 hogares sin ocupar, 2020 con residentes y 4 eran alojamientos vacacionales o segundas residencias.
| 523                         | 614 | 689 | 797 | 907 | 960 | - | - | 1699 | 1824 | 2301 | 2224 | 2304 | 2503 | - | 2601 | 2832 |
| (Fuente: Vision of Britain) |     |     |     |     |     |   |   |      |      |      |      |      |      |   |      |      |